# 福岡オーシャンズ9
福岡オーシャンズ9（ふくおかオーシャンズナイン）は、福岡県福津市に本拠地を置き、日本野球連盟に加盟している社会人野球のクラブチームである。

## 概要
2005年に『福岡美咲ブラッサムズ』として結成し、2006年3月15日付けで日本野球連盟に加盟した。結成に際しては、福岡県出身の歌手・タレントの森口博子が総監督、また代表兼監督として福岡ダイエーホークスで捕手として活躍し、当時野球評論家だった香川伸行が就任。年齢・性別を問わず行われる入団セレクション（テスト）の合格者で選手を編成した。
2006年3月25日、公式戦初戦となった第41回福岡県野球連盟会長杯争奪春季大会1回戦（対沖データコンピュータ教育学院）において、4回裏に1点を返してなお攻撃中、出場未登録の元プロ野球選手の市場孝之を代打に起用して没収試合となった（没収試合#日本社会人野球を参照）。
2006年5月29日付けで、チーム名を『福岡ブラッサムズ』に改称した。また、同年をもってチームスポンサーであった大手生花小売店が撤退、森口総監督、香川監督も退任した。
2007年3月9日付けで、チーム名を『福岡オーシャンズ9』に改称し、再出発することになった。総監督に福岡県を拠点に活躍するローカルタレントの福田健次、監督に近鉄やダイエーで活躍したカズ山本、コーチに元プロ野球選手の松尾裕二や坂口千仙、社会人野球チームいすゞ自動車の坂東寿彦が就任した。
2007年から2008年にかけて、長崎セインツ社長の地頭薗哲郎が九州および山口県のクラブチームをプロ化して独立リーグとする九州リーグ構想があったが、どのクラブチームもプロ化を選択せず立ち消えとなった（現在は社会人野球の地域リーグとして活動）。その後、四国で発足していた四国アイランドリーグに長崎県と福岡県の球団が参加することになり、福岡オーシャンズ9をプロ化して福岡県のチームとする予定であった。しかし、このプランも実現には至らず、新球団の福岡レッドワーブラーズを設立して参加することになった。
2011年に総監督を務めた福田健次が退任した。

## 設立・沿革
- 2005年 - クラブチームとして発足。チーム名も『福岡美咲ブラッサムズ』に決定。
- 2006年
  - 3月 - 日本野球連盟に加盟。
  - 5月 - チーム名を『福岡ブラッサムズ』に変更。
- 2007年3月 - チーム名を『福岡オーシャンズ9』に変更。

## 主要大会の出場歴・最高成績
- ナショナルクラブベースボールシリーズ - 出場1回

## 元プロ野球選手の競技者登録
- 香川伸行 - 監督→退団（元：福岡ダイエーホークス）
- 山本和範 - 監督（元：大阪近鉄バファローズ、福岡ダイエーホークス）
- 坂口千仙 - コーチ→退団（元：ヤクルトスワローズ、日本ハムファイターズ、福岡ダイエーホークス）
- 松尾裕二 - コーチ（元：南海ホークス）